# Municipio de Marilla
El municipio de Marilla (en inglés: Marilla Township) es un municipio ubicado en el condado de Manistee en el estado estadounidense de Míchigan. En el año 2010 tenía una población de 393 habitantes y una densidad poblacional de 4,26 personas por km².

## Geografía
El municipio de Marilla se encuentra ubicado en las coordenadas 44°23′17″N 85°54′16″O / 44.38806, -85.90444. Según la Oficina del Censo de los Estados Unidos, el municipio tiene una superficie total de 92.25 km², de la cual 91,85 km² corresponden a tierra firme y (0,43 %) 0,4 km² es agua.

## Demografía
Según el censo de 2010, había 393 personas residiendo en el municipio de Marilla. La densidad de población era de 4,26 hab./km². De los 393 habitantes, el municipio de Marilla estaba compuesto por el 96,69 % blancos, el 0,76 % eran amerindios, el 0,25 % eran asiáticos, el 1,53 % eran de otras razas y el 0,76 % eran de una mezcla de razas. Del total de la población el 3,56 % eran hispanos o latinos de cualquier raza.